# Hanni Kowalczyk

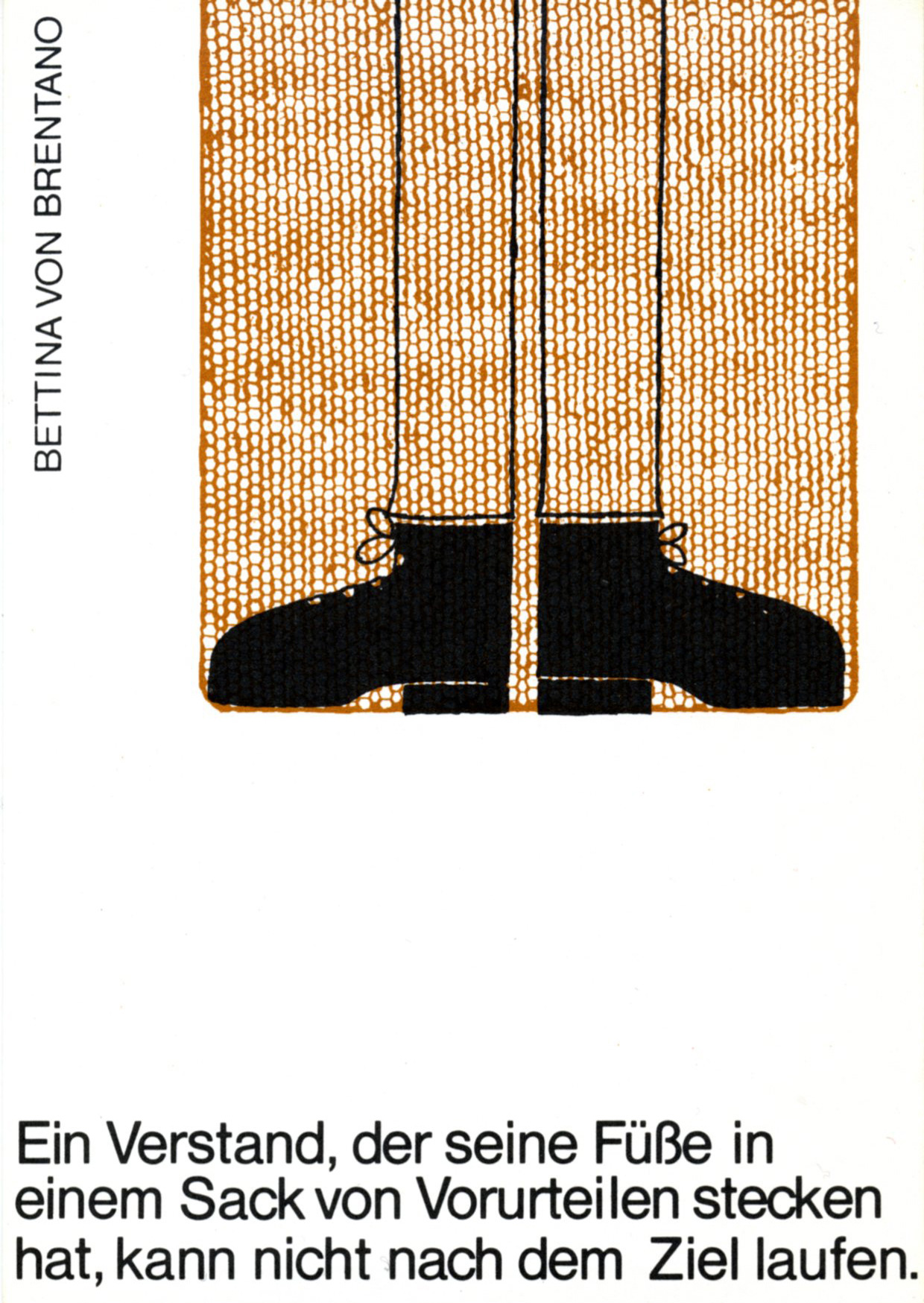
Gestaltung: Hanni Kowalczyk

Hanni Kowalczyk (* 7. Oktober 1924 in Düsseldorf; † 4. April 2004 ebenda) war eine deutsche Grafikerin, Kalligrafin, Typografin und Autorin.

## Leben
Hanni Kowalczyk studierte von 1953 bis 1957 Grafik an der Peter-Behrens-Werkkunstschule, die spätere Fachhochschule Düsseldorf und heutige Hochschule Düsseldorf. Nach Abschluss ihres Studiums arbeitete sie freiberuflich als Grafikerin für Verlage und Unternehmen. Für den Magdalenen-Verlag in Holzkirchen gestaltete sie in den 1970er und 1980er Jahren den jährlichen Spruchkarten-Kalender: Worte und Gedanken. In diesen Arbeiten zeigte sie ihr vielfältiges kalligrafisches und typografisches Können.
Mit ihrer typischen Handschrift prägte sie über Jahrzehnte den Stil des damaligen Magdalenen-Verlages.
In ihrem 1978 erschienenen Buch Dauernd liegen wir Dir im Ohr, Gebete in der Gegenwart, setzte sie von einem Schriftwort ausgehend zu „Gebeten“ an, die nahe an unserer Zeit liegen. „Reden, Hören, Teilen, Ruhen, Anhalten, Verzeihen, Schreien, Festgenagelt“ werden kalligrafisch im Raum des Buches eindringlich Schwarz auf Weiß inszeniert. Diese Texte wurden und werden bis in die Gegenwart zahlreich zitiert und publiziert. Einige der Gedichte wurden ins Niederdeutsche übersetzt.
Mit der Reihe „Bilder haben Gedanken“, erschienen im Magdalenen-Verlag lud sie zu Fragen und Antworten ein. „Paläste, Stufen, Pfeiler, Schiffe, Träume, Senkrecht, Tropfen, Draußen“ sind Auslöser für ihre Reflexionen und Bilder, die dem Betrachter Spielräume für eigene Sichtweisen und Blickwinkel lassen.
In Düsseldorfer Mundart schrieb sie mit rheinischem Humor in den 1970er Jahren zahlreiche Beiträge in der Rheinischen Post an „Leeve Tünnemann!“, Kritisches Lokalkolorit beobachtet von „Din Tante Billa“.
Rechtsnachfolgerin für ihren grafischen und redaktionellen Nachlass ist ihre Nichte Irmgard Sonnen. Im Januar 2023 übergab sie den grafischen Nachlass dem Hochschularchiv der Hochschule Düsseldorf. Der Nachlass ist für Zwecke der Lehre und Forschung öffentlich zugänglich.

## Werke
- Dauernd liegen wir Dir im Ohr, Gebete in der Gegenwart. Magdalenen-Verlag, 1978, ISBN 3-9800186-0-1
- Das Monument des Heiligen Josef von Bert Gerresheim. Düsseldorf 1990, gestaltet von Hanni Kowalczyk OCLC 1067704308
- St. Peter Düsseldorf, Friedrichstadt: Geschichte, Beschreibung Deutung. Helmut Fußbroich, Triltsch-Verlag 1981, gestaltet von Hanni Kowalczyk, Irmgard Sonnen OCLC 35730403
- Worte und Gedanken. Spruchkartenkalender der siebziger und achtziger Jahre, Magdalenen-Verlag
- Wer feiert wann was? Immerwährender Kalender der siebziger Jahre, Magdalenen-Verlag
  - übersetzt ins Friesische: Wa fiert wannear wat? : jierdeiskalinder. Algemiene Fryske Ûnderrjocht Kommisje, 1989, OCLC 71450372
- Düsseldorfer Rad(t)schläge. Jahreskalender 1974
- Düsseldorwer Bubbelkalender för 1972. Jahreskalender 1972
- Weg und Ziel – Jahresweiser für 1964 bis 1967. Magdalenen-Verlag
- Der Morgen ist schön. In: Ehe-Familie, Nr. 5, 49. Jahrgang, Mai 1982, S. 163
- Innere Aktivität. In: Christ in der Gegenwart, Nr. 38, 30. Jahrgang, September 1978, S. 309
- Wie ist das möglich. In: Christ in der Gegenwart, Nr. 43, 28. Jahrgang, Oktober 1976, S. 342
- Leeve Tünnemann!. In: Rheinische Post, Nr. 199, Samstag, 29. August 1970; Rheinische Post Nr. 3, 4. Januar 1964
- Gebet eines Kranken. In: Der christliche Sonntag, Nr. 13, 9. Jahrgang, März 1957, S. 101
- Aktion der Christen für die Abschaffung der Folter.

Graphische Arbeiten
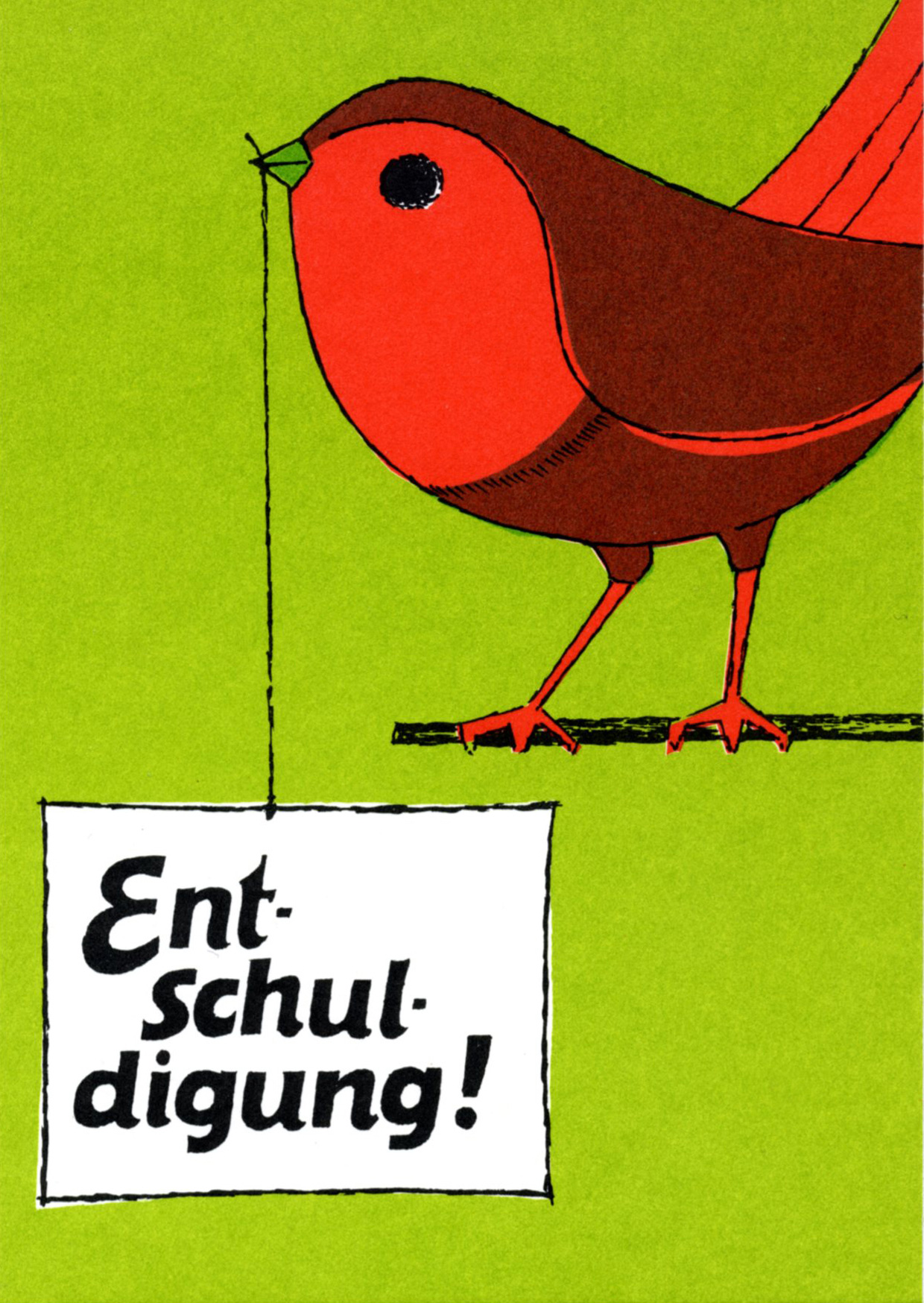
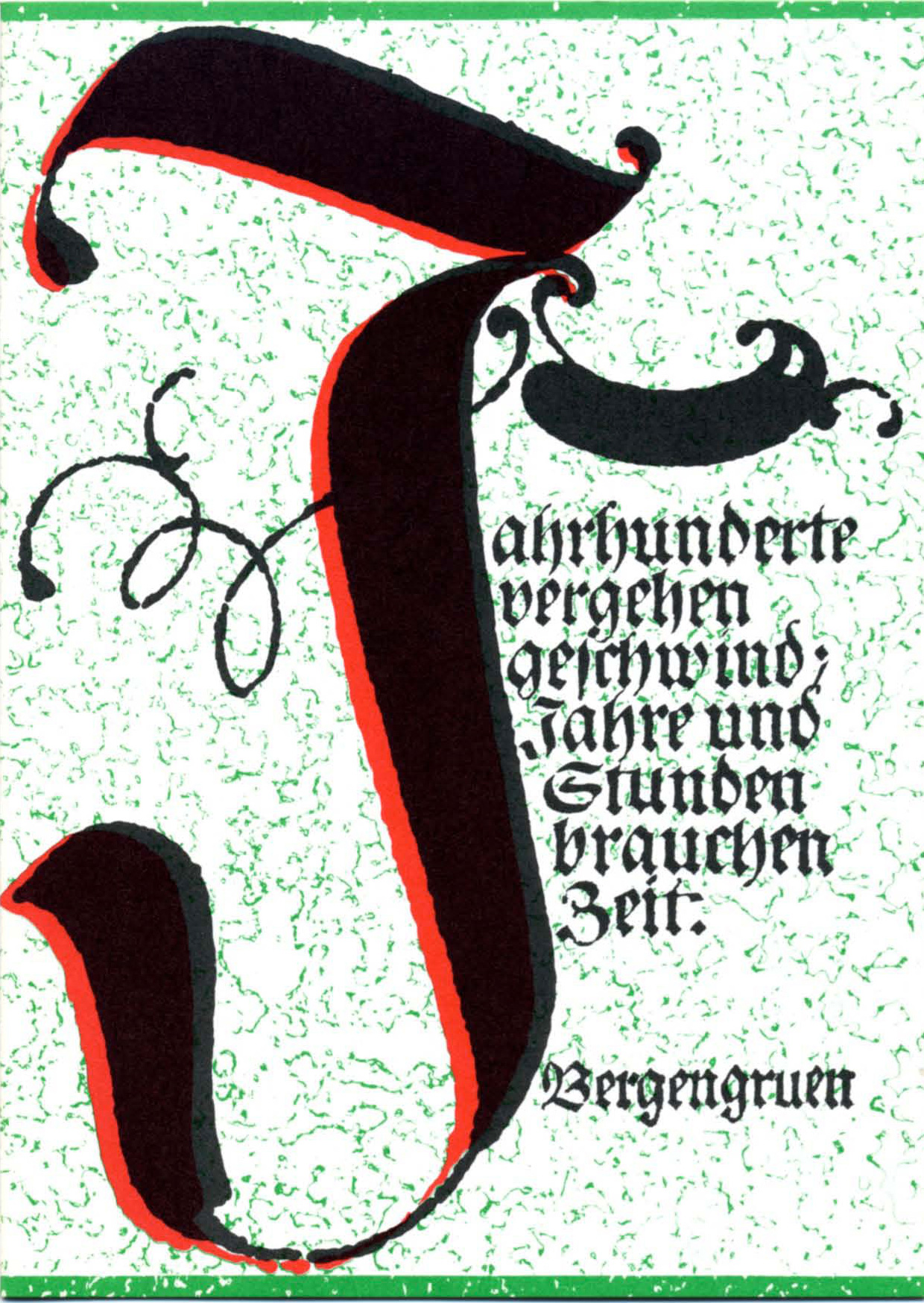
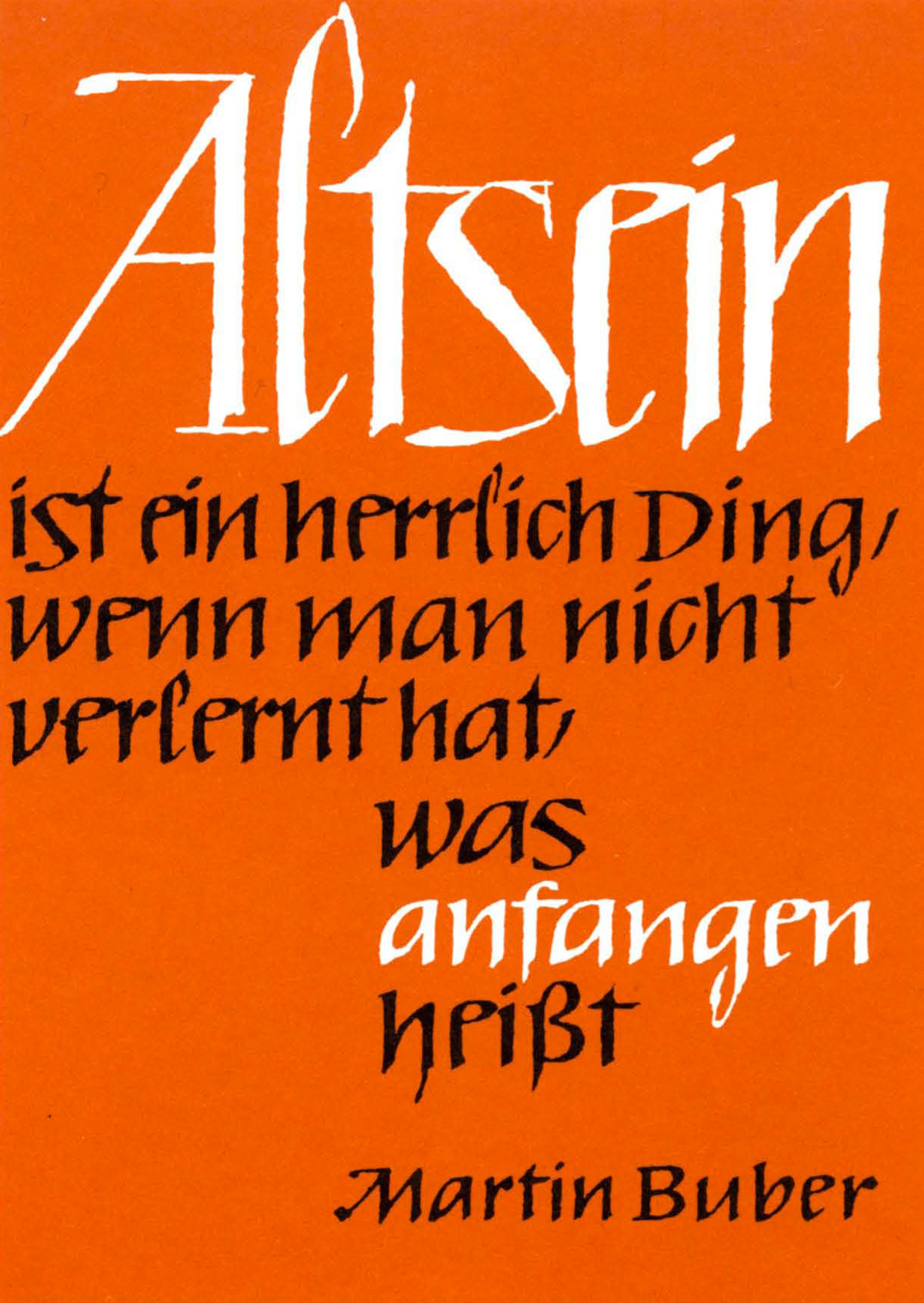
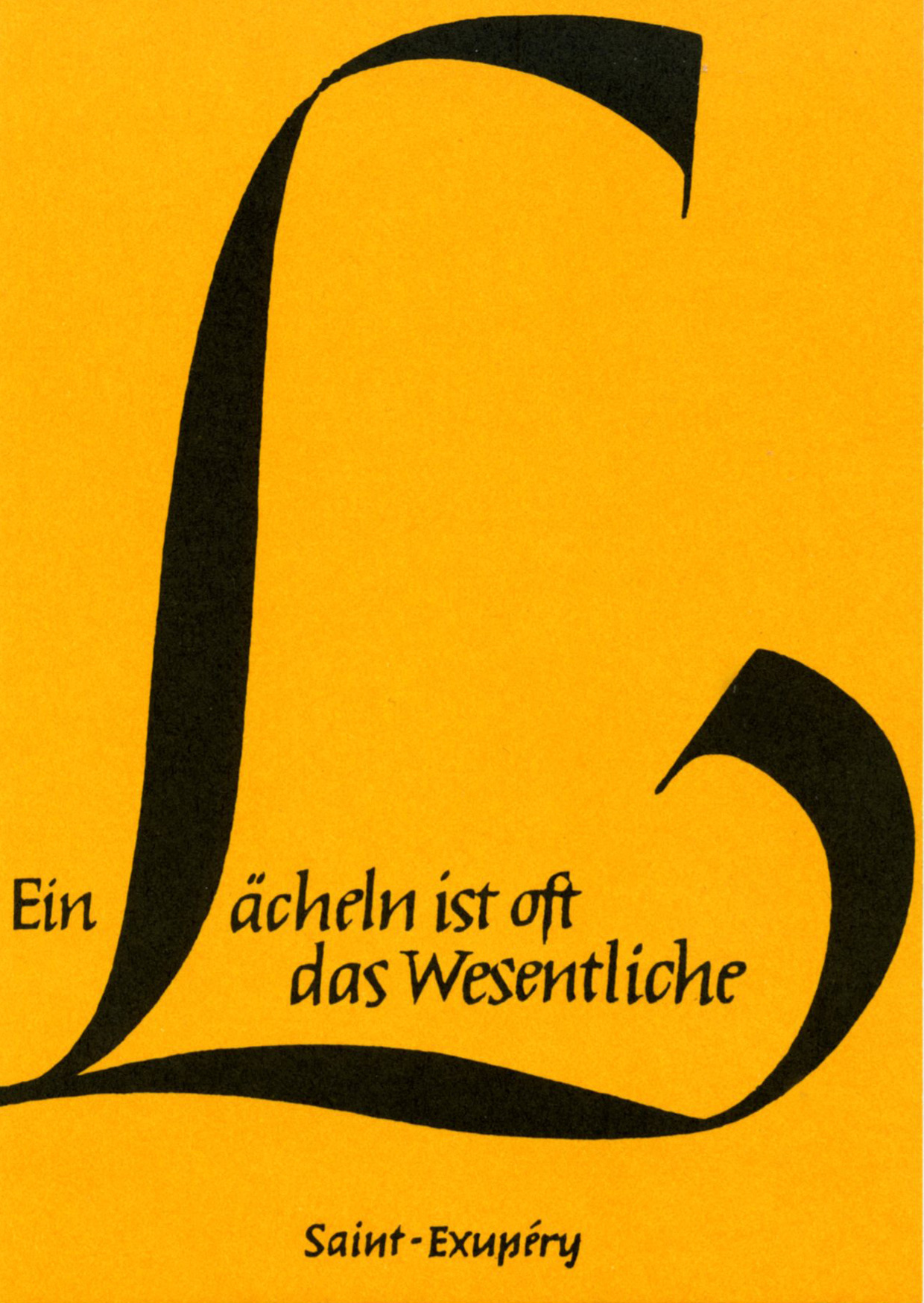